# الحصانة لعلي عبد الله صالح

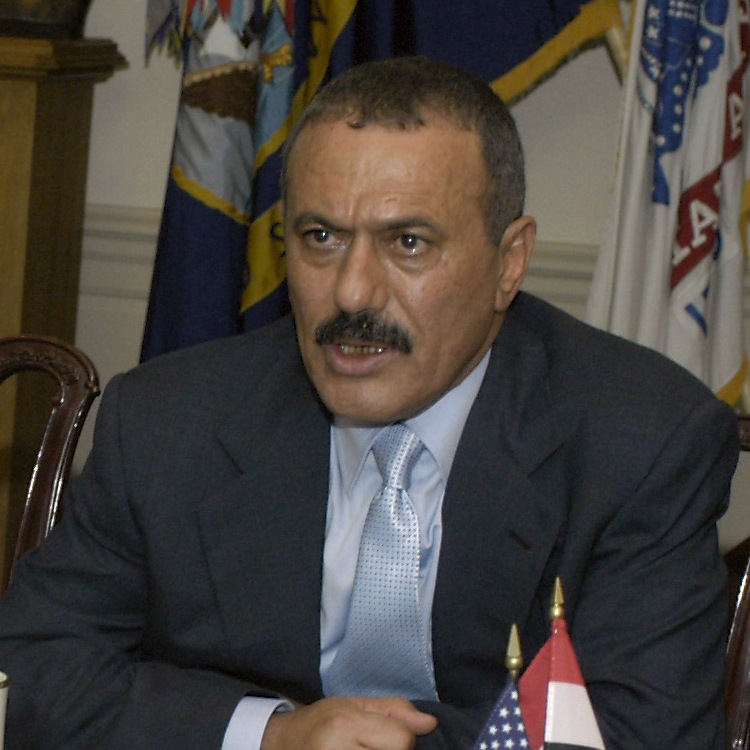
علي عبد الله صالح

قانون الحصانة للرئيس السابق علي عبد الله صالح ، هو قانون مرره البرلمان اليمني في يناير 2012 كما ورد في المبادرة الخليجية لتنحي علي عبد الله صالح عن الحكم. نص على «منح علي عبد الله صالح، الحصانة التامة من الملاحقة القانونية والقضائية. وتنطبق الحصانة من الملاحقة الجنائية على المسؤولين الذين عملوا مع الرئيس في مؤسسات الدولة المدنية والعسكرية والامنية فيما يتصل بأعمال ذات دوافع سياسية قاموا بها أثناء أدائهم لمهامهم الرسمية، ولاينطبق ذلك على أعمال الإرهاب.، المرتكبة أثناء أداء الخدمة على مدار حكمه لمدة 33 عاماً».
سمحت الحصانة لصالح بلعب دور حيوي وحاسم في تأمين التحالفات القبلية والعسكرية التي سمحت للحوثيين بالسيطرة على صنعاء في 21 سبتمبر 2014،  فالمبادرة الخليجية التي جائت للالتفاف على مطالب ثورة الشباب اليمنية في 2011، منحت أشخاصا كعلي عبد الله صالح وعلي محسن الأحمر ليس فقط فرصة الهروب من استحقاقات محاكمة عادلة وعدالة انتقالية، بل فرصة للاستمرار بلعب دورٍ في السياسة اليمنية وهو ماخلق فراغاً في السلطة نتيجة المماحكات وأعمال العنف بالوكالة بين هذه الأطراف.

## مقدمة
في أبريل، حاول مجلس التعاون الخليجي التوسط في الثورة الشبابية 2011، وصياغة مقترحات عديدة لانتقال السلطة. بحلول نهاية الشهر، أشار صالح انه سيقبل الخطة وسيغادر السلطة بعد شهر من توقيع الاتفاقية التي نصت على تشكيل حكومة وحدة وطنية في الفترة التي تسبق الانتخابات. ، على الرغم من رفض المتظاهرين للصفقة، منتقدين الأحكام التي تمنح الحصانة لصالح من الملاحقة القضائية والتي تطلب من المعارضة للانضمام مع صالح ووزرائه في حكومة وحدة وطنية، واتفق زعماء المعارضة في نهاية المطاف للتوقيع على المبادرة. بحلول نهاية الشهر، على الرغم من تراجع صالح وأعلنت الحكومة انه لن يوقع على الاتفاقية، وعلقت المبادرة من مجلس التعاون حتى وقت آخر.
في أوائل شهر مايو، أشار مسؤولون ان صالح سوف يوقع على الاتفاق، والمعارضة اتفقت على التوقيع كذلك إذا وقع صالح شخصيا بصفته رئيسا للبلاد. ومع ذلك، صالح مرة أخرى قال ان الاتفاق لا يتطلب توقيعه، وعلقت أحزاب المعارضة متهمة صالح بسوء النية. وتصاعدت الاحتجاجات وأعمال العنف في البلاد بعد تراجع صالح الثاني عن التوقيع.
في أواخر مايو، تلقى زعماء المعارضة ضمانات بأن صالح سيوقع على الخطة، ووقعت المعارضة على صفقة وكان من المقرر أن الرئيس يوفع كذلك. لكن صالح مرة أخرى قرر عدم التوقيع، وفي 22 مايو حاصر أنصار صالح مبنى سفارة الإمارات العربية المتحدة في صنعاء، والدبلوماسيين الدوليين (بما في ذلك الأمين العام للأمم المتحدة) وأرسلت الحكومة طائرة هليكوبتر لنقلهم إلى القصر الرئاسي.
في 23 نوفمبر 2011، جرى في الرياض في المملكة العربية السعودية التوقيع على الخطة للانتقال السياسي، الذي كان قد رفضه صالح سابقا. وأخيراً وافق على نقل سلطات الرئاسة قانونا إلى نائبه عبد ربه منصور هادي في غضون 30 يوما، وتقام الانتخابات رسميا في 21 فبراير 2012، مقابل منح صالح الحصانة من الملاحقة القضائية له ولأسرته.

## نص القانون
نص قانون الحصانة على التالي:
| الحصانة لعلي عبد الله صالح | باسم الشعب .. نائب رئيس الجمهورية .. بعد الإطلاع على دستور الجمهورية اليمنية .. وعلى القرار الجمهوري بالقانون رقم (13) لسنة 1994م بشأن الإجراءات الجزائية . واستنادا إلى ما ورد في البند (ثالثاً) من مبادرة دول مجلس التعاون لدول الخليج العربية الذي أوجب على مجلس النواب بما فيهم المعارضة أن يقر القوانين التي تمنح الحصانة ضد الملاحقة القانونية والقضائية لرئيس الجمهورية ومن عملوا معه خلال فترة حكمه . وعلى الفقرة (التاسعة) من الآلية التنفيذية للمبادرة التي أوجبت على الأطراف اتخاذ الخطوات اللازمة لضمان اعتماد مجلس النواب للتشريعات والقوانين الأخرى اللازمة للتنفيذ الكامل للالتزامات المتعلقة بالضمانات المتعهد بها في مبادرة دول مجلس التعاون الخليجي وآليتها التنفيذية الموقعتين في مدينة الرياض بتاريخ 23 / 11 / 2011م برعاية كريمة من خادم الحرمين الشريفين الملك عبد الله بن عبد العزيز آل سعود ووزراء خارجية دول مجلس التعاون لدول الخليج العربية وسفراء الدول دائمة العضوية بمجلس الأمن الدولي وسفير الاتحاد الأوروبي المعتمدين في اليمن وسفير الولايات المتحدة الأمريكية في الرياض والأمين العام لمجلس التعاون الخليجي وممثل الأمين العام للأمم المتحدة السيد جمال بن عمر . واستنادا إلى ما جاء في قرار مجلس الأمن الدولي رقم 2014 بتاريخ 21 / 10 / 2011 م في فقرته (الرابعة) التي دعت كافة الأطراف في اليمن إلى الالتزام بتنفيذ تسوية سياسية قائمة على مبادرة دول مجلس التعاون الخليجي . وحرصا على أن يساهم كل أبناء الشعب اليمني في مسيرة البناء والتنمية . واحتواءً للأراء التي نتجت عن الأزمة الداخلية التي حدثت أثناء الفترة الماضية وما نتج عنها . وتجسيدا لروح التسامح الأصيل في عقل وضمير الشعب اليمني . ونظرا لمقتضيات المصلحة الوطنية . وبعد موافقة مجلس النواب . اصدرنا القانون الآتي نصه: مادة ( 1 ): يمنح الاخ علي عبد الله صالح رئيس الجمهورية، الحصانة التامة من الملاحقة القانونية والقضائية. مادة ( 2 ): تنطبق الحصانة من الملاحقة الجنائية على المسئوولين الذين عملوا مع الرئيس في مؤسسات الدولة المدنية والعسكرية والامنية فيما يتصل بأعمال ذات دوافع سياسية قاموا بها أثناء أدائهم لمهامهم الرسمية، ولاينطبق ذلك على أعمال الإرهاب. مادة ( 3 ): على حكومة الوفاق الوطني تقديم مشروع بقانون او مشاريع بقوانين إلى البرلمان حول المصالحة الوطنية والعدالة الانتقالية وفقاً لما ورد في الآلية التنفيذية للمبادرة الخليجية في فقرتها (ح) من البند ( 21 ) بما يرمي إلى تحقيق المصالحة الوطنية والعدالة الانتقالية واتخاذ التدابير اللازمة لضمان عدم حدوث انتهاكات لحقوق الإنسان والقانون الإنساني. مادة ( 4 ): يعد هذا القانون من أعمال السيادة ولايجوز إلغاؤه او الطعن فيه. مادة ( 5 ) تسري أحكام هذا القانون على الأفعال الواقعة خلال فترة حكم الرئيس علي عبد الله صالح وحتى تاريخ صدوره. مادة ( 6 ) يعمل بهذا القانون من تاريخ صدوره وينشر في الجريدة الرسمية، ويفسر هذا القانون بما يتوافق مع مبادرة مجلس التعاون الخليجي وآليتها التنفيذية وقرار مجلس الأمن رقم ( 2014 ) لعام 2011م. صدر برئاسة الجمهورية بصنعاء بتاريخ 27 / صفر / 1433هـ الموافق 21 / يناير / 2012 م عبد ربه منصور هادي نائب رئيس الجمهورية | الحصانة لعلي عبد الله صالح |

## مذبحة بلا عقاب
أثار قرار البرلمان اليمني بمنح علي عبد الله صالح حصانة من الملاحقة القضائية جدلا في الأوساط الحقوقية كونهم يرون أنه مسؤول عن جرائم بحق المتظاهرين السلميين واعتبرت القرار غير قانوني خاصة أن اليمن موقع على معاهدات ومواثيق دولية تجرم قتل المتظاهرين وكل أشكال مصادرة الرأي وطالبت منظمة هيومن رايتس ووتش لحقوق الإنسان برفع الحصانة عن الرئيس اليمني السابق علي عبد الله صالحباعتبارها مخالفة للقوانين الدولية ومواثيق الأمم المتحدة. كما طالبت المنظمة بفرض حظر على سفر المسؤولين اليمنيين المتورطين في قتل المتظاهرين وتجميد أرصدتهم. وشددت المنظمة في مؤتمر صحفي عقدته في 12 فبراير 2013 بصنعاء على ضرورة إعادة التحقيقات بمعايير دولية فيما وصفتها بـ«مجزرة جمعة الكرامة» التي قتل فيها 58 متظاهرا بساحة التغيير بصنعاء في 18 مارس 2011.
و قالت رئيسة هيومن رايتس ووتش قسم الشرق الأوسط وشمال أفريقيا سارة ليا ويتسون، أنه يجب على المحاكم الدولية تجاهل القرار خاصة أنه يعطي صالح حماية من الملاحقة القانونية داخل الأراضي اليمنية فحسب وردت فقرة في قرار الحصانة تقول أنه لا يمكن إستئناف القرار في مخالفة صريحة لدستور البلاد مادة رقم 151 و153 اللتان تنصان أن لكل مواطن يمني الحق في الذهاب للمحكمة العليا وإستئناف أي أحكام أو قوانين يراها غير دستورية، وأن المحكمة العليا هي أعلى سلطة قضائية في البلد متمكنة من إستئناف أو إلغاء أي قانون أو حكم تراه غير دستوري وبالذات الفقرة (ه) من المادة تنص على وجوب محاكمة رئيس الجمهورية ورئيس الوزراء وأعضاء الحكومة وفقا للقانون دون امتيازات خاصة ودعت هيومن رايتس ووتش السلطات اليمنية والحكومة الجديدة إلى اعتقال صالح مشددة على عدم اعترافها بالحصانة
واتهمت المنظمة في تقرير تحت عنوان «مذبحة بلا عقاب»، النظام اليمني السابق الذي أطاحت به الثورة الشعبية بالتلاعب في مسار التحقيقات حول تلك المجزرة التي يعتقد أن مسلحين من أنصار الرئيس السابق هم من ارتكبوها في حق المتظاهرين وفقا للتقرير.
وقالت المنظمة إنها أجرت سلسلة تحقيقات مع مختلف الأطراف اليمنية واستمعت لأقوال ستين شاهدا وحللت محتوى ألف صفحة من ملفات التحقيق في الحادثة وأكدت أنه «بعد مرور ما يقارب عامين على مذبحة جمعة الكرامة مازالت عائلات الضحايا تنتظر العدالة وإذا لم يفتح اليمن تحقيقا عادلا ويحاكم اولئك المسؤولين عن هذا الهجوم المميت فإنه يخاطر بترسيخ ثقافة الإفلات من العقاب في قلب الانتفاضة اليمنية». وقالت المنظمة في تقريرها إن على مجلس الأمن والدول الراعية للمبادرة الخليجية معارضة قانون الحصانة بشكل علني.